# Guerreros de Tabasco
El Club Deportivo Guerreros de Tabasco, también conocido como los Guerreros de Tabasco, fue un equipo de fútbol mexicano fundado en 2006 que militó en la Primera División 'A' de México y en la Segunda División de México hasta su desaparición en 2007.

## Historia
El Club se fundó en el 2006 tras la compra de la franquicia de Delfines de Coatzacoalcos, solo jugó un torneo en la Primera división 'A' mexicana en el Apertura 2006, al terminar el torneo el equipo fue vendido a unos inversionistas de Tijuana por lo cual el equipo cambio de nombre y sede y se convirtió en los Xolos de Tijuana.
Por lo que su filial de Segunda continuo existiendo en la segunda división mexicana convirtiéndose así en el primer equipo hasta su desafiliación al terminar el Clausura 2007.
La marca patrocinadora y responsable de la vestimenta del equipo era Marval.

## Estadio
- Datos: Q1439946